# ۱۰-داستیل‌باکاتین
۱۰-داستیل‌باکاتین (به انگلیسی: 10-Deacetylbaccatin) با فرمول شیمیایی C۲۹H۳۶O۱۰ یک ترکیب شیمیایی با شناسه پاب‌کم ۱۵۴۲۷۲ است. که جرم مولی آن ۵۴۴٫۵۹ g/mol می‌باشد. 